# Wahlen zum Repräsentantenhaus der Vereinigten Staaten 1844
Bei den Wahlen zum Repräsentantenhaus der Vereinigten Staaten 1844 wurden ab dem 1. Juli an verschiedenen Wahltagen die Abgeordneten des Repräsentantenhauses gewählt. Die Wahlen waren Teil der allgemeinen Wahlen zum 29. Kongress der Vereinigten Staaten in jenem Jahr, bei denen auch ein Drittel der US-Senatoren gewählt wurden. Gleichzeitig fand auch die Präsidentschaftswahl des Jahres 1844 statt, die der Demokrat James K. Polk gewann.
Zum Zeitpunkt der Wahlen bestanden die Vereinigten Staaten aus 27 Bundesstaaten (Florida war inzwischen neu hinzugekommen). Die Zahl der zu wählenden Abgeordneten betrug 228. Die Sitzverteilung im Repräsentantenhaus basierte auf der Volkszählung von 1840. Bei den Wahlen hatte die United States Whig Party einen leichten Zugewinn von 7 Sitzen während die Demokraten 5 Mandate verloren. Deren deutliche absolute Mehrheit blieb aber bestehen. Für die Whigs war das nur eine leichte Erholung von ihrer bedeutenden Wahlniederlage zwei Jahre zuvor. Erstmals zog die American Party mit sechs Abgeordneten in das Repräsentantenhaus ein.
Frauen und Sklaven waren weder wahlberechtigt noch wählbar. In vielen Bundesstaaten waren auch freie Afroamerikaner von der Wahl ausgeschlossen.

## Wahlergebnis
- Demokratische Partei 142 (147) Sitze
- United States Whig Party: 79 (72) Sitze
- American Party: 6 (0) Sitze
- Vakanz 1 (0) ein Sitz aus New Hampshire blieb vakant

Gesamt: 228
In Klammern sind die Ergebnisse der letzten Wahl zwei Jahre zuvor. Veränderungen im Verlauf der Legislaturperiode, die nicht die Wahlen an sich betreffen, sind bei diesen Zahlen nicht berücksichtigt, werden aber im Artikel über den 29. Kongress im Abschnitt über die Mitglieder des Repräsentantenhauses bei den entsprechenden Namen der Abgeordneten vermerkt. Das Gleiche gilt für Wahlen in Staaten, die erst nach dem Beginn der Legislaturperiode der Union beitraten. Daher kommt es in den Quellen gelegentlich zu unterschiedlichen Angaben, da manchmal Veränderungen während der Legislaturperiode in die Zahlen eingearbeitet wurden und manchmal nicht.